# Eddy Maillet
Eddy Maillet (19 de outubro de 1967) é um árbitro de futebol das Seicheles.
É árbitro internacional pela FIFA desde 2001.

## Partidas internacionais
Foi já selecionado para arbitrar jogos em competições internacionais:
(nomeações internacionais mais recentes)
- Copa das Nações Africanas de 2006
- Liga dos Campeões da África de 2007
- Copa da Ásia de 2007
- Campeonato Mundial de Futebol Sub-17 2007
- Copa das Nações Africanas de 2008
- Campeonato Mundial de Futebol Sub-20 de 2009

## Copa do Mundo 2010
Selecionado para participar da Copa do Mundo FIFA 2010, juntamente com os assistentes Evarist Menkouande de Camarões e Beshir Hassani da Tunísia.